# Henri Wallon (psychologue)
Pour les articles homonymes, voir Henri Wallon.
Cet article concerne le psychologue. Pour l'homme politique, voir Henri Wallon (1812-1904).
Henri Wallon, né le 15 juin 1879 à Paris 5e et mort le 1er décembre 1962 à Paris 16e, est un psychologue, médecin, résistant et homme politique français. Considéré comme un des grands psychologues de l'enfant, il est directeur d'études à l'École pratique des hautes études (EPHE) et professeur au Collège de France. Son nom est associé au plan Langevin-Wallon, projet de réforme du système éducatif français (1947).

## Biographie
Henri Wallon naît à Paris, dans une famille républicaine et catholique originaire du Nord. Il est le petit-fils de l'homme politique et historien Henri Wallon, dont la contribution à la création de la Troisième République est décisive : il fait notamment adopter l'amendement Wallon, qui consacre l’existence de la République. Wallon s'engage politiquement au moment de l'affaire Dreyfus, aux côtés de son ami d'enfance Henri Piéron, avec qui il a passé l'agrégation de philosophie.
Le beau-frère d'Henri Wallon était le géographe Albert Demangeon. Sa nièce, Simone Wallon, était conservatrice du département de musique de la Bibliothèque nationale de France. Il est inhumé au Cimetière du Montparnasse (division 29).

### Formation et parcours de recherche

#### Formation et débuts en psychologie
Henri Wallon est élève au lycée Louis-le-Grand, puis à l'École normale supérieure (1899-1902). Agrégé de philosophie en 1902, il enseigne cette discipline durant une année au lycée de Bar-le-Duc, puis il reprend des études de psychologie et médecine, grâce à une bourse de la Fondation Thiers. Il devient Docteur en médécine en 1908, lorsqu'il soutient sa thèse de médecine intitulée Délire de persécution : le délire chronique à base d'interprétation à l'hôpital de la Salpêtrière. La thèse d'État de l'historien Lucien Febvre, publiée en 1912, lui est dédiée.Il débute en psychologie par des consultations dans un centre médico-psychologique (1908-1931), comme assistant du Professeur Nageotte à Bicêtre et à la Salpêtrière, ce qu'il reste jusqu'en 1931.
Mobilisé comme médecin durant la Première Guerre mondiale et s'intéresse à la neurologie,.

#### Enseignement et recherche
En 1920, il devient chargé de cours à la Sorbonne, jusqu'en 1937. Il fonde alors le Laboratoire de Psychologie de l'Enfant (1922/1925).
Il soutient en 1925 sa thèse de doctorat ès lettres intitulée L'enfant turbulent.En 1926 il publie des articles sur la conscience dans le Traité de Psychologie de G. Dumas (Psychologie pathologique).
En 1927, il est nommé directeur d'études à l'École Pratique des Hautes Etudes (1927). La même année il devient Président de la Société de Psychologie (Société savante renommée Société Française de Psychologie en 1941), pour an comme le veut alors l'usage.
En 1929, il devient Professeur à l'Institut National d'Orientation Professionnelle (INOP) (qui devient l'Institut National d'Etude du Travail et d'Orientation Professionnelle en 1942), créé en 1928 par son ami et confrère le psychologue Henri Piéron, jusqu'en 1949. Sur la même période, il est également membre du Conseil Directeur de l'Institut de Psychologie de l'Université de Paris.
Il publie en 1930 Principes de Psychologie appliquée, puis Les origines du caractère chez l'enfant (1934)
Il préside en 1936 une commission interministérielle visant à recenser les enfants considérés comme « déficients » ou « retardés » en France et à mettre au point des méthodes (tests) utilisables pour une telle enquête. L'étude est annulée faute de crédits, mais elle est relancée en 1943, durant la Seconde Guerre mondiale sous la direction du Dr Mande, à l'initiative de deux anciens membres de la commission : Henri Decugis et le Dr Georges Heuyer.
Il est nommé professeur au Collège de France (1937) dont il prendra sa retraite en janvier 1950.
Il publie La vie mentale (1938). Interdit d'enseignement par le régime de Vichy, il publie durant la seconde guerre mondiale L'évolution psychologique de l'enfant (1941), de l'acte à la pensée (1942).
Après-guerre, il poursuit ses activités d'enseignement et de recherche, en plus de ces activités politiques. Il publie Les origines de la pensée chez l'enfant (1945), puis Les mécanismes de la mémoire, avec G.-Evart Chenichietski (1950).
En 1951, il est Président de la Société Médico-Psychologique.

#### Un engagement pédagogique

##### Auprès du GFEN
Le Groupe Français d'Education Nouvelle (GFEN) est créé en 1922 comme la section française de la Ligue Internationale pour l'Education Nouvelle (LIEN), avec comme premier président Paul Langevin. Admirateur de l'oeuvre de Decroly, Henri Wallon est vice-président du GFEN de 1929 à la guerre. Il en devient le président en 1946, à la mort de Paul Langevin, jusqu'à son décès en 1962.

##### Au sein de la Société Française de Pédagogie (SFP)
Entre 1925 et 1937, il contribue comme conférencier ou président de séance à la Société Française de Pédagogie. En 1933, il y remplace Henri Piéron à la tête de la section de pédagogie générale. Cette même année, le bulletin de la SFP, publie d'ailleurs une conférence d'Henri Wallon du 19 janvier 1933 au palais de la Mutualité, dans le cadre de l'hommage à la mémoire du Dr Decroly, Les anormaux dans l'oeuvre de Decroly. En 1937, il succède à Paul Langevin comme Président de la Société Française de Pédagogie. Son intervention au congrès international de l'Enseignement primaire et de l'Education populaire qui se tient à Paris du 23 au 29 juillet 1937 paraît ainsi dans le Bulletin de la société (n°66, janvier-février 1938), avant même la parution des actes de cette manifestation (par la Société universitaire d'édition et de librairie, juin 1938)
Analysant les thématiques des articles publiés dans le bulletin de la SFP entre 1919 et 1938, Laurent Gutierrez note que "la section de pédagogie générale et la section artistique arrivent en tête par le nombre de conférences publiées. Il est intéressant de constater que les travaux sur la psychologie de l'enfant sont presque deux fois plus importants que ceux dédiés aux questions de pédagogie générales. Leur omniprésence durant les années 1920 témoigne de la montée en puissance de ce type de recherche après la Première Guerre mondiale. Leur importance numérique donne également à voir comment ceux qui la promeuvent occupent une place grandissante dans le champ de la pédagogie délaissé, durant cette période, par la sociologie"

##### Fondation de la revueEnfance
Il fonde en 1948 avec Hélène Gratiot-Alphandéry la revue Enfance, revue scientifique consacrée au développement de l'enfant dans ses aspects sensoriel, moteur, cognitif, émotionnel, social et langagier. Sa préface du premier numéro synthétise la dimension pédagogique : "Le développement intellectuel, moral ou psychique de l'enfant pose des problèmes dont la solution ne peut être abandonnée à l'empirisme ou à l'incohérence. le cercle de ceux qui s'intéressent aux problèmes de l'enfance s'élargit chaque jour, mais leurs moyens d'information restent trop dispersés. Il faut répondre à ce double besoin : donner aux chercheurs un organe où ils puissent publier les résultats de leurs travaux ; rassembler dans un même recueil ce qui touche essentiellement à la psychologie de l'enfant, en particulier ses applications, au premier rang desquelles est l'éducation."

### Engagement politique

#### Philosoviétisme et participation active à la diffusion des idées marxistes
Autour des années 1930, aux côtés d'autres personnalités comme Paul Langevin, René Maublanc, Marcel et Lucy Prenant ou encore Armand Cuvillier, Wallon participe à l'animation de la commission scientifique du Cercle de la Russie neuve (CRN) , fondé sous l'égide de la Société panrusse pour les relations culturelles avec l'étranger (VOKS). La VOKS rend possible des relations avec les scientifiques russes, par l'organisation de journées internationales d’échanges scientifiques. Wallon participe à la VIIe Conférence de psychotechnique à Moscou en 1931. La même année, il devient membre de la SFIO.
Au sein de la commission scientifique du CRN (devenu, à partir de 1936 l’Association pour l’étude de la culture soviétique), Wallon coordonne les deux volumes À la lumière du marxisme (1935 et 1937), publiés aux Éditions sociales internationales. Il en rédige les introductions et l’un des chapitres sur « psychologie et technique », et participe ensuite à l’Université ouvrière porté par la direction du PCF.
Il donne des cours à l’Université ouvrière, consacré à l’individu (1936) ou aux rapports entre individu et société (1937).
A l’occasion de l’élection de Wallon au Collège de France, l'Université ouvrière organise une fête en présence des professeurs de l’UO et de responsables du Parti communiste. c'est le philosophe marxiste Georges Politzer qui y prononce un discours au nom des enseignants

#### La Seconde Guerre mondiale et l'adhésion au Parti Communiste Français
Pendant la Seconde Guerre mondiale, Henri Wallon est interdit d'enseignement par le régime de Vichy et rejoint la Résistance, sous le pseudonyme « Hubert ». Il adhère au PCF en 1942, à la suite de l'exécution de Georges Politzer et Jacques Solomon : « Deux jeunes ont été assassinés. Il faut combler les vides… ». Il quitte son laboratoire sur ordre de la Résistance afin de ne pas être arrêté. Après s'être caché pendant quelques jours, il rentre avec sa femme, Germaine Wallon, à son domicile de la rue de la Pompe à Paris, sans réintégrer son laboratoire.

#### Du Gouvernement provisoire au Plan Langevin-Wallon
À la libération, il fait partie du Gouvernement provisoire de la République française présidé par Charles de Gaulle en tant que secrétaire général de l'Éducation nationale, jusqu'au 9 septembre 1944. Il réintègre les fonctionnaires du ministère de l'Éducation nationale et des Beaux-Arts « frappés par le gouvernement de Vichy pour des raisons raciales ou politiques », rétablit les écoles normales, les instances des bibliothèques nationales, ainsi que les humanités modernes dans les lycées. Par ailleurs, Henri Wallon rattache les centres de formation professionnelle à la direction de l'enseignement technique, améliore le statut des agents des lycées, décide que les instituteurs seront nommés par les recteurs, que les bourses pour les étudiants seront augmentées, et crée des sessions spéciales d'examens pour les étudiants combattants.
Ses deux carrières politiques et de chercheur scientifique se rejoignent en 1944, lorsqu'il est nommé membre de la commission de réforme de l'enseignement qui élabore le plan Langevin-Wallon, d'abord comme vice-président, puis comme président à la mort de Paul Langevin.

En février 1945 il siège à l'Assemblée consultative provisoire en remplacement de Frédéric Joliot-Curie. Il est ensuite élu député communiste (octobre 1945-1946).

## Positions théoriques
Henri Wallon énumère différents stades de construction de la personnalité :
Le « stade de l'impulsivité motrice », de 0 à 6 mois, se caractérise par un « désordre gestuel » du bébé, des gestes impulsifs qui ne sont pas orientés. Puis, sous l'influence de l'entourage de l'enfant, se développe le « stade émotionnel », de 3 mois à 1 an, où les réactions motrices deviennent le moyen d’expression des émotions et de communication. Succède le « stade sensori-moteur et projectif », de 1 à 3 ans, correspondant à la période d’acquisition de la marche et du langage. L'enfant acquiert alors deux types d'intelligence : « l’intelligence des situations », par la manipulation d'objets, l'autre « discursive », par la faculté de les nommer.
L'enfant affirme ensuite de plus en plus sa personnalité : c'est le « stade du personnalisme » durant la tranche d'âge de 3 à 6 ans, qui commence par une première crise dans le développement avec la période du « non » au cours de laquelle l’enfant s’affirme comme différent d’autrui. Puis vers 4 ans, il entre dans une phase de séduction pour plaire à son entourage. Vers 5 ans s'instaure une période d'imitation de l'adulte. C'est un stade d’élaboration intime de l’individu.
Durant le « stade catégoriel », de 6 à 11 ans, l'activité intellectuelle prend le pas sur l'affectif. L'enfant scolarisé acquiert des capacités de mémoire volontaire et d'attention. Son intelligence accède à la formation des « catégories mentales » qui conduisent aux capacités d'abstraction.
Le « stade de l'adolescence » commence après 11 ans et se caractérise par une deuxième crise dans le développement. L'adolescent affirme sa personne et a acquis un mode de raisonnement abstrait.
En insistant sur la discontinuité et la notion de crise qui sous-tend cette discontinuité, Henri Wallon se montrait fidèle aux thèses hégéliennes de la dialectique. Il se distingue en cela de Jean Piaget, qui valorise plutôt, dans sa propre description des stades du développement infantile, les interactions au détriment des ruptures.

## Relation avec Freud et la psychanalyse
Henri Wallon semble avoir surtout une connaissance livresque de la psychanalyse. Il adresse plusieurs critiques à Freud, rejetant ainsi l'opposition entre libido et pulsions du moi comme origine du conflit intrapsychique. Il reproche aussi au psychanalyste de fixer le destin du sujet dans son enfance. Néanmoins, sa pensée converge en ce qui concerne la reconnaissance du rôle du conflit dans le développement, la dimension pré-logique du mode de pensée infantile et les potentialités pratiques de la thérapeutique. L'approche génétique de la psychopathologie, qui précède la théorisation par stades, rejoint également la pensée freudienne.
Une observation faite par Wallon, publiée en 1931 sous l'intitulé « Comment se développe chez l'enfant la notion de corps propre », a inspiré le concept de « stade du miroir », que le psychiatre et psychanalyste Jacques Lacan a particulièrement développé.

## Publications
- Délire de persécution. Le délire chronique à base d'interprétation, thèse doctorale de médecine, Baillière, Paris, 1909.
- La Conscience et la vie subconsciente, in Georges Dumas, Nouveau traité de psychologie, PUF, Paris, 1920-1921.
- L'Enfant turbulent, thèse de doctorat ès lettres, Alcan, Paris, 1925, rééd. PUF-Quadrige, Paris, 1984  (ISBN 2130384501)
- Les Origines du caractère chez l'enfant. Les préludes du sentiment de personnalité, Boisvin, Paris, 1934, rééd. PUF-Quadrige, Paris, 2002  (ISBN 2130528171)
- La Vie mentale, Éditions sociales, Paris, 1938, rééd. 1982.
- Principes de psychologie appliquée, Armand Colin, Paris, 1938.
- L'Évolution psychologique de l'enfant, A. Colin, Paris, 1941, rééd. 2002, Ed.: Armand Colin, 1941, rééd. 2002.  (ISBN 2200263031)
- De l'acte à la pensée, essai de psychologie comparée, Flammarion, Bibliothèque de philosophie scientifique, Paris, 1942, rééd. 1970.
- Les Origines de la pensée chez l'enfant, PUF, Paris, 1945, rééd. 1963.
- Niveaux de fluctuation du moi, 1956, L'Évolution psychiatrique, p. 607-617 , octobre décembre 2007.  (ISSN 0014-3855)
- Écrits de 1926 à 1961 - Psychologie et dialectique, présentés par Émile Jalley et Liliane Maury, Messidor, 1990.
- Œuvres d'Henri Wallon, 6 tomes, L'Harmattan, 2015.

#### Ouvrage
- Émile Jalley
  - Wallon lecteur de Sigmund Freud et Jean Piaget. Trois études suivies des textes de Wallon sur la psychanalyse, Éditions La Dispute, coll. «Terrains», 1981,  (ISBN 2209054060)
  - Wallon : La vie mentale, Les Éditions sociales, Paris, 1982
  - Freud, Wallon, Lacan. L'Enfant au miroir, Éditions EPEL, Paris, 1998
- Régis Ouvrier-Bonnaz, Jean-Yves Rochex et Stéphane Bonnery, Henri Wallon dans La Pensée, Éditions Manifeste, 2022.
- René Zazzo, Psychologie et marxisme : la vie et l’œuvre d’Henri Wallon. Paris, Denoël Gonthier, 1975.

#### Articles
- Thérèse Charmasson, Stéphanie Méchine et Françoise Parot, « Les archives d’Henri Wallon », Revue d'histoire des sciences humaines, vol. 2, no 5,‎ 2001, p. 117-142 (lire en ligne)
- « Hommage à Henri Wallon », L'Évolution psychiatrique, Centre d'éditions psychiatriques, t. XXVII, no I,‎ janvier-mars 1962
- Georges Friedmann, « Henri Wallon (1879-1962) : In memoriam [note biographique] », Sociologie du travail, nos 6/1,‎ 1964, p. 1-7 (lire en ligne)
- Hélène Gratiot-Alphandéry, « Henri Wallon (1879-1962) », Perspectives : revue trimestrielle d’éducation comparée, vol. 24, nos 3-4,‎ 1994, p. 821-835 (lire en ligne, consulté le 13 mai 2020).
- Émile Jalley
  - « Wallon Henri - (1879-1962) », Encyclopædia Universalis, [lire en ligne]
  - « Wallon : un regard épistémologique», Les cahiers de psychologie politique, no 10, janvier 2007, [lire en ligne]
- Serge Nicolas, « Henri Wallon (1879-1962) au Collège de France », Bulletin de psychologie, 2003, vol. 56, no 463, 105-119.
- Robert Pagès, « In Memoriam : Henri Wallon (1879-1962) », Revue Française de Sociologie, vol. 4, no 1,‎ janvier-mars 1963, p. 11 (lire en ligne)